# Araules
Araules é uma comuna francesa na região administrativa de Auvérnia-Ródano-Alpes, no departamento de Alto Loire. Estende-se por uma área de 31,32 km². Em 2010 a comuna tinha 613 habitantes (densidade: 19,6 hab./km²).